# Liste der Straßen, Plätze und Brücken in Hamburg-Eilbek

Lage von Eilbek in Hamburg und im Bezirk Wandsbek (hellrot)

Die Liste der Straßen, Plätze und Brücken in Hamburg-Eilbek ist eine Übersicht der im Hamburger Stadtteil Eilbek vorhandenen Straßen, Plätze und Brücken. Sie ist Teil der Liste der Verkehrsflächen in Hamburg.

## Übersicht
In Eilbek (Ortsteilnummern 501 bis 504) leben 21.287 Einwohner (Stand: 31. Dezember 2015) auf 1,7 km². Eilbek liegt im Postleitzahlenbereich 22089.
In Eilbek gibt es 52 benannte Verkehrsflächen, darunter fünf Brücken. Die meisten sind Teil einer der folgenden Motivgruppen:
- Auenviertel (Westen), ehemaliger Grundbesitz des Hospitals zum Heiligen Geist in der Eilbekniederung (Aue), der ab Mitte des 19. Jahrhunderts für den Bau eines Villenviertels parzelliert wurde, die Straßennamen enden alle auf –au oder beginnen mit Au-.
- Dichter- und Denkerviertel (Nordosten), gegen Ende des 19. Jahrhunderts erschlossen, die Straßen wurden hier nach national bedeutenden Schriftstellern und Philosophen benannt (in Anlehnung an das benachbarte Komponistenviertel in Barmbek-Süd)
- historische Flurnamen und Personen aus der Geschichte des Stadtteils

## Übersicht der Straßen
Die nachfolgende Tabelle gibt eine Übersicht über alle benannten Verkehrsflächen – Straßen, Plätze und Brücken – im Stadtteil sowie einige dazugehörige Informationen. Im Einzelnen sind dies:
- Name/Lage: aktuelle Bezeichnung der Straße, des Platzes oder der Brücke. Über den Link (Lage) kann die Straße, der Platz oder die Brücke auf verschiedenen Kartendiensten angezeigt werden. Die Geoposition gibt dabei ungefähr die Mitte an. Bei längeren Straßen, die durch zwei oder mehr Stadtteile führen, kann es daher sein, dass die Koordinate in einem anderen Stadtteil liegt.
- Straßenschlüssel: amtlicher Straßenschlüssel, bestehend aus einem Buchstaben (Anfangsbuchstabe der Straße, des Platzes oder der Brücke) und einer dreistelligen Nummer.
- Länge/Maße in Metern:
Hinweis: Die in der Übersicht enthaltenen Längenangaben sind nach mathematischen Regeln auf- oder abgerundete Übersichtswerte, die im Digitalen Atlas Nord[1] mit dem dortigen Maßstab ermittelt wurden. Sie dienen eher Vergleichszwecken und werden, sofern amtliche Werte bekannt sind, ausgetauscht und gesondert gekennzeichnet.
Bei Plätzen sind die Maße in der Form a × b bei rechteckigen Anlagen oder a × b × c bei dreiecksförmigen Anlagen mit a als längster Kante dargestellt.
Der Zusatz (im Stadtteil) gibt an, wie lang die Straße innerhalb des Stadtteils ist, sofern sie durch mehrere Stadtteile verläuft.
- Namensherkunft: Ursprung oder Bezug des Namens.
- Datum der Benennung: Jahr der offiziellen Benennung oder der Ersterwähnung eines Namens, bei Unsicherheiten auch die Angabe eines Zeitraums.
- Anmerkungen: Weitere Informationen bezüglich anliegender Institutionen, der Geschichte der Straße, historischer Bezeichnungen, Baudenkmale usw.
- Bild: Foto der Straße oder eines anliegenden Objektes.

| Name/Lage                        | Straßen- schlüssel | Länge/Maße (in Metern) | Namensherkunft | Datum der Benennung | Anmerkungen | Bild                                     |
| -------------------------------- | ------------------ | ---------------------- | --- | ------------------- | --- | ---------------------------------------- |
| Auenstieg (Lage)                 | A494               | 0300                   | Flurname nach der Lage in der Flussaue der Eilbek, Stieg = kleiner Verbindungsweg von der Wandsbeker Chaussee zur Eilenau                                                                         | 1948                | | Auenstieg                                |
| Auenstraße (Lage)                | A495               | 0390                   | Flurname nach der Lage in der Flussaue der Eilbek | 1904                | | Auenstraße                               |
| Bei der Friedenskirche (Lage)    | B169               | 0030                   | nach der 1885 erbauten Eilbeker Friedenskirche | 1909                | | Bei der Friedenskirche                   |
| Blumenau (Lage)                  | B412               | 0950                   | Flurname nach der Lage in der Flussaue der Eilbek | 1874                | | Blumenau                                 |
| Börnestraße (Lage)               | B447               | 0410                   | nach dem Schriftsteller Ludwig Börne (1786–1837) | 1866                | | Börnestraße                              |
| Conventstraße (Lage)             | C047               | 0390                   | nach dem aus einem ehemaligen Beguinen-Convent hervorgegangenen Frauen-Wohnstift, das hier von 1867 bis 1943 an der Ecke zur Wandsbeker Chaussee ansässig war                                     | 1866                | | Conventstraße                            |
| Eilbeker Brücke (Lage)           | –                  | 0025                   | nach Lage und Funktion | 1936                | überquert im Zuge der Straße Eilbektal die Eilbek; Straßenfläche komplett in Eilbek, nur ein kleiner nördlicher Teil liegt in Barmbek-Süd                 | Eilbeker Brücke                          |
| Eilbeker Weg (Lage)              | E088               | 1410 (im Stadtteil)    | Flurname, alte Verbindung nach Barmbek und Wandsbek | 1856                | östliches Ende in Wandsbek | Eilbeker Weg                             |
| Eilbektal (Lage)                 | E089               | 1050                   | Flurname | 1904                | Straßenfläche vollständig in Eilbek, nördliche Straßenseite teilweise in Barmbek-Süd                                                                      | Eilbektal (Hamburg-Eilbek)               |
| Eilenau (Lage)                   | E090               | 0980 (im Stadtteil)    | Flurname nach der Lage in der Flussaue der Eilbek | 1874                | westlicher Teil in Hohenfelde | Eilenau (Hamburg-Eilbek)                 |
| Evastraße (Lage)                 | E266               | 0080                   | nach dem weiblichen Vornamen, in Anlehnung an die benachbarte Tonistraße | 1887                | | Evastraße                                |
| Fichtestraße (Lage)              | F105               | 0310                   | nach dem Philosophen Johann Gottlieb Fichte (1762–1814) | 1896                | | Fichtestraße                             |
| Friedenstraße (Lage)             | F225               | 0410                   | nach den früher hier gelegenen Friedhöfen (der heutige Jacobipark) und einer vor dem Bau der Friedenskirche hier befindlichen Friedens-Kapelle                                                    | 1866                | | Friedenstraße (Hamburg-Eilbek)           |
| Friedrichsberger Straße (Lage)   | F239               | 0160 (im Stadtteil)    | Flurname in Anlehnung an die frühere „Irrenanstalt Friedsrichsberg“ (heute Schön Klinik Hamburg Eilbek)                                                                                           | 1868                | nördlicher Teil in Barmbek-Süd | Friedrichsberger Straße (Hamburg-Eilbek) |
| Hagenau (Lage)                   | H036               | 0490                   | Flurname nach der Lage in der Flussaue der Eilbek, Hagen = Hecke oder Gehege in Erinnerung an früher in der Gegend befindliche Gärten                                                             | 1874                | | Hagenau (Hamburg-Eilbek)                 |
| Hammer Steindamm (Lage)          | H084               | 0500 (im Stadtteil)    | vermutlich älteste gepflasterte Straße der Gegend, nach dem Nachbardorf Hamm verlaufend | 1856                | südlicher Teil in Hamm |                                          |
| Hammer Steindammbrücke (Lage)    | –                  | 0030                   | in Anlehnung an den Hammer Steindamm, der hier die Gleise der Lübecker Eisenbahn und der S-Bahn überquert                                                                                         | 1902                | Hauptzugang zum Bahnhof Hasselbrook |                                          |
| Hasselbrookstraße (Lage)         | H177               | 1430                   | Flurname nach ihrem Verlauf durch das frühere Sumpfwaldgebiet Hasselbrook | 1866                | | Hasselbrookstraße                        |
| Hirschgraben (Lage)              | H466               | 0450 (im Stadtteil)    | historisierende Bezeichnung in Anlehnung an den als „Hirschbruch“ gedeuteten alten Namen des Hasselbrook                                                                                          | 1866                | südlicher Teil in Hamm |                                          |
| Kantstraße (Lage)                | K060               | 0350                   | nach dem Philosophen Immanuel Kant (1724–1804) | 1866                | | Kantstraße                               |
| Kerstensweg (Lage)               | K141               | 0125                   | nach Johann Dietrich Kerstens (1817–1897), Vogt in Eilbek und Abgeordneter der Hamburgischen Bürgerschaft                                                                                         | 1955                | | Kerstensweg                              |
| Kiebitzhof (Lage)                | K554               | 0180                   | Flurname in Anlehnung an die benachbarte Kiebitzstraße | 1974                | | Kiebitzhof                               |
| Kiebitzstraße (Lage)             | K151               | 0455                   | Flurname nach den im sumpfigen Hasselbrook früher häufig vorkommenden Kiebitzen | 1877                | | Kiebitzstraße                            |
| Kleiststraße (Lage)              | K257               | 0110                   | nach dem Dramatiker Heinrich von Kleist (1777–1811) | 1910                | | Kleiststraße                             |
| Landwehr (Lage)                  | L024               | 0410                   | nach der einst hier verlaufenden mittelalterlichen Landwehr (einfache Befestigungsanlage vor der eigentlichen Stadtmauer)                                                                         | 1890                | Straßenfläche des nördlichen Teils in Hohenfelde, südlicher Teil in Borgfelde und Hamm; Teil der Bundesstraße 5                                           |                                          |
| Leibnizstraße (Lage)             | L113               | 0150                   | nach dem Philosophen Gottfried Wilhelm Leibniz (1646–1716) | 1907                | | Leibnizstraße                            |
| Maxstraße (Lage)                 | M102               | 0510 (im Stadtteil)    | nach dem Sohn des Grundeigentümers Alexander Tornquist | 1867                | nördlich des Eilbekkanals in Barmbek-Süd | Maxstraße                                |
| Maxstraßenbrücke (Lage)          | –                  | 0030                   | in Anlehnung an die hier über den Eilbekkanal verlaufende Maxstraße | 1907                | nur südlich des Eilbekkanals in Eilbek, sonst in Barmbek-Süd                                                                                              | Maxstraßenbrücke                         |
| Menckesallee (Lage)              | M147               | 0260                   | nach dem Grundeigentümer A. J. F. Mencke (1825–1901) | 1880                | | Menckesallee                             |
| Monikastraße (Lage)              | M244               | 0070                   | nach dem weiblichen Vornamen, in Anlehnung an die benachbarte Tonistraße | 1957                | | Monikastraße                             |
| Papenstraße (Lage)               | P026               | 1090                   | Flurname in Erinnerung an die einst hier befindlichen „Papenhöfe“ im Besitz der Domvikare (Papen = Pfaffen)                                                                                       | 1866                | | Papenstraße                              |
| Pappelallee (Lage)               | P027               | 0370 (im Stadtteil)    | Flurname | 1856                | östlicher Teil in Marienthal | Pappelallee (Hamburg-Eilbek)             |
| Pappelalleebrücke (Lage)         | –                  | 0065                   | in Anlehnung an die hier über die Güterumgehungsbahn verlaufende Pappelallee | 1905                | | Pappelalleebrücke                        |
| Peterskampweg (Lage)             | P082               | 0520 (im Stadtteil)    | Flurname (Kamp = Feld), möglicherweise nach einem früheren Besitzer des Feldes | 1884                | südlicher Teil in Hamm, der Abschnitt südlich der Hasselbrookstraße hieß vor dem Zweiten Weltkrieg Stoeckhardstraße (nach dem Chemiker Adolph Stöckhardt) | Peterskampweg (Hamburg-Eilbek)           |
| Richardstraße (Lage)             | R180               | 0370 (im Stadtteil)    | vermutlich nach dem Enkel des Grundeigentümers Bartholomew Bull, jedenfalls nicht nach dem Komponisten Richard Wagner                                                                             | 1861                | Westseite des nördlichen Teils in Uhlenhorst, die Ostseite in Barmbek-Süd                                                                                 | Richardstraße (Hamburg-Eilbek)           |
| Ritterstraße (Lage)              | R212               | 0630 (im Stadtteil)    | in Erinnerung an einen Ritter von Hamme, der im 14. Jahrhundert seinen Grundbesitz im Hasselbrook dem Hamburger Domkapitel vermachte                                                              | 1868                | südlicher Teil in Hamm, vor dem Zweiten Weltkrieg auch südlich der Sievekingsallee (heute Palmerstraße)                                                   | Ritterstraße                             |
| Roßberg (Lage)                   | R296               | 0330                   | Flurname, nach einer früher hier befindlichen Erhebung mit einer Windmühle | 1884                | | Roßberg (Hamburg-Eilbek)                 |
| Rückertstraße (Lage)             | R337               | 0510                   | nach dem Dichter Friedrich Rückert (1788–1866) | 1866                | | Rückertstraße                            |
| Ruckteschellweg (Lage)           | R327               | 0280                   | nach Nicolai von Ruckteschell (1854–1910), seit 1899 Pastor in Eilbek | 1948                | | Ruckteschellweg                          |
| Sandkrug (Lage)                  | S041               | 0085                   | nach einem seit dem 17. Jahrhundert an der Chaussee nach Wandsbek befindlichen Gasthof | 1884                | | Sandkrug (Hamburg-Eilbek)                |
| Schellingstraße (Lage)           | S141               | 0920                   | nach dem Philosophen Friedrich Wilhelm Joseph Schelling (1775–1854) | 1866                | Der Abschnitt westlich der Maxstraße hieß vor dem Krieg Ottostraße, wie die Maxstraße vermutlich benannt nach dem Sohn eines vormaligen Grundbesitzers.   | Schellingstraße                          |
| Schlegelsweg (Lage)              | S195               | 0185                   | nach dem Brüdern August Wilhelm Schlegel (1767–1845) und Friedrich Schlegel (1772–1829) | 1904                | | Schlegelsweg                             |
| Seumestraße (Lage)               | S413               | 0510                   | nach dem Schriftsteller Johann Gottfried Seume (1763–1810) | 1866                | | Seumestraße                              |
| Sonnenau (Lage)                  | S493               | 0170                   | Flurname nach der Lage in der Flussaue der Eilbek | 1904                | | Sonnenau                                 |
| Tiecksweg (Lage)                 | T082               | 0185                   | nach dem Schriftsteller Ludwig Tieck (1773–1853) und seiner Tochter Dorothea Tieck (1799–1841) | 1904                | | Tiecksweg                                |
| Tonistraße (Lage)                | T130               | 0080                   | nach einem Familienmitglied des Grundeigentümers Carl Schomburgk | 1887                | | Tonistraße                               |
| Von-Essen-Straße (Lage)          | V098               | 0270 (im Stadtteil)    | nach dem Vogelkundler Gerhard Hinrich von Essen (1770–1833) | 1862                | nördlicher Teil in Barmbek-Süd | Von-Essen-Straße (Eilbek)                |
| Wagnerstraße (Lage)              | W014               | 0350 (im Stadtteil)    | ursprünglich nach dem Grundeigentümer Hans Heinrich David Wagner (1816–1872), bei der Anlage des umliegenden „Komponistenviertels“ nachträglich dem Komponisten Richard Wagner gewidmet           | 1877                | nördlicher Teil in Barmbek-Süd | Wagnerstraße (Hamburg-Eilbek)            |
| Wandsbeker Chaussee (Lage)       | W058               | 1825 (im Stadtteil)    | historischer Heerweg nach Wandsbek und weiter nach Lübeck | 1856                | Nordseite des östlichen Endes in Wandsbek, die Südseite in Marienthal                                                                                     | Wandsbeker Chaussee (Hamburg-Eilbek)     |
| Wandsbeker Chausseebrücke (Lage) | –                  | 0035                   | in Anlehnung an die hier die Güterumgehungsbahn überquerende Chaussee | vor 1905            | Zugang zum S-Bahnhof Wandsbeker Chaussee | Wandsbeker Chausseebrücke 2021           |
| Wartenau (Lage)                  | W076               | 0300                   | nach einem früheren Wachturm (Warte) am „Lübschen Baum“, einem mit Schlagbaum gesicherten Durchgang der Chaussee nach Lübeck durch die Landwehr, zugleich westliche Begrenzung des „Auenviertels“ | 1874                | Straßenfläche vollständig in Hohenfelde, nordöstliche Straßenseite in Eilbek; Teil der Bundesstraße 5                                                     | Wartenau                                 |
| Wielandstraße (Lage)             | W234               | 0510                   | nach dem Dichter Christoph Martin Wieland (1733–1813) | 1866                | | Wielandstraße                            |